# 2007年の映画/4月
- 7日
  - キャラウェイ（ 日本）
  - オール・ザ・キングスメン（ アメリカ合衆国）
  - ブラッド・ダイヤモンド（ アメリカ合衆国）
  - ママの遺したラヴソング（ アメリカ合衆国）
  - 13/ザメッティ（ フランス・ ジョージア）
  - プロジェクトBB（ 香港）
  - 黄色い涙（ 日本）
  - 大帝の剣（ 日本）
  - ふるさと-JAPAN（ 日本）
- 14日
  - ブリック（ アメリカ合衆国）
  - ザッツ・ザ・ウェイ・オブ・ザ・ワールド（ アメリカ合衆国）
  - サンシャイン 2057（ イギリス）
  - クィーン（ イギリス）
  - 輝ける女たち（ フランス）
  - ツォツィ（ 南アフリカ共和国）
  - ボンボン （ アルゼンチン）
  - かちこみ! ドラゴン・タイガー・ゲート ( 香港)
  - おまえを逮捕する（ 韓国）
  - 恋しくて（ 日本）
  - 東京タワー オカンとボクと、時々、オトン（ 日本）
- 20日
  - ロッキー・ザ・ファイナル（ アメリカ合衆国）
- 21日
  - こわれゆく世界の中で（ アメリカ合衆国）
  - ラブソングができるまで（ アメリカ合衆国）
  - アンユージュアル・サスペクツ（ アメリカ合衆国）
  - ハンニバル・ライジング（ アメリカ合衆国）
  - リンガー! 替え玉★選手権（ アメリカ合衆国）
  - サイレンサー（ アメリカ合衆国）
  - ドレスデン、運命の日（ ドイツ）
  - ロストロポーヴィチ 人生の祭典（ ロシア）
  - 明日、君がいない（ オーストラリア）
  - フライ・ダディ（ 韓国）
  - 机のなかみ（ 日本）
  - 神童（ 日本）
  - みづうみ（ 日本）
  - 無垢なモノ my simple things（ 日本）
  - 星影のワルツ（ 日本）
  - デコトラの鷲 其の四 愛と涙の男鹿半島（ 日本）
  - アボン・小さい家（ 日本・ フィリピン）
  - クレヨンしんちゃん 嵐を呼ぶ 歌うケツだけ爆弾!（ 日本/アニメ）
  - 名探偵コナン 紺碧の棺（ 日本/アニメ）
  - 電撃文庫ムービーフェスティバル（ 日本）
    - 劇場版 灼眼のシャナ
    - キノの旅 病気の国-For You-
    - いぬかみっ! THE MOVIE 特命霊的捜査官・仮名史郎っ!
- 28日
  - バベル（ アメリカ合衆国）
  - ライフ・イズ・ベースボール（ アメリカ合衆国）
  - ザ・ライド ハワイアン・ビーチ・ストーリー（ アメリカ合衆国）
  - ダフト・パンク エレクトロマ（ イギリス）
  - 恋愛睡眠のすすめ（ フランス）
  - フランドル（ フランス）
  - ストリングス〜愛と絆の旅路〜（ デンマーク）
  - モンゴリアン・ピンポン（ 中国）
  - イノセントワールド -天下無賊-（ 中国）
  - 胡同愛歌（ 中国）
  - 鰐（ 韓国）
  - ゲゲゲの鬼太郎（ 日本）
  - 学校の階段（ 日本）
  - 荒くれKNIGHT（ 日本）
  - 想い出の渚（ 日本）
  - 地球交響曲第六番（ 日本）
  - あしたの私のつくり方（ 日本）
  - 真救世主伝説 北斗の拳 ラオウ伝 激闘の章（ 日本/アニメ）